# Бартель, Марсель
Марсе́ль Барте́ль (нем. Marcel Barthel, род. 8 июля 1990, Пиннеберг, Шлезвиг-Гольштейн) — немецкий рестлер, в настоящее время выступающий в WWE на бренде Raw под именем Людвиг Кайзер (англ. Ludwig Kaiser) и Эль Гранде Американо (англ. El Grande Americano).
До прихода в WWE Бартель выступал в основном в Германии под именем Аксель Дитер-младший, в основном в Westside Xtreme Wrestling (wXw). Он также выступал в Великобритании в Progress Wrestling. В wXw Дитер был двукратным чемпионом мира среди команд wXw и однократным объединённым чемпионом мира по рестлингу wXw.

## Карьера в рестлинге

### Westside Xtreme Wrestling (2009—2017)
Дитер дебютировал в Westside Xtreme Wrestling (wXw) в январе 2009 года, проиграв Дэну Маршаллу. Следующий матч Дитера в wXw состоялся только в июле 2012 года, когда он и Да Мак победили Вальтера и Михаэля Изотова. В дальнейшем Дитер и Да Мак сформировали команду, назвав себя «Горячие и острые». 16 ноября 2013 года они победили «Аутсайдеров» (Вальтер и Роберт Драйскер) и завоевали командное чемпионство мира wXw. Дитер и Да Мак провели 7 успешных защит чемпионского титула. В итоге 15 марта 2014 года они проиграли титул Мэтту Страйкеру и Тренту, но через день вернули его в матче-реванше. 6 апреля 2014 года Дитер получил свою первую возможность стать шотган-чемпионом wXw, но проиграл Акселю Тишеру. После более чем годичного пребывания в статусе командных чемпионов мира wXw Дитер и Да Мак 18 октября 2014 года были побеждены командой «Французский колорит» (Лукас Ди Лео и Петер Фишер), что положило конец их чемпионству. 22 ноября он безуспешно боролся с Вальтером за титул объединённого чемпиона мира wXw. В феврале 2015 года Дитер принял участие в турнире «Кубок четырёх наций», победив в финале Тимоти Тэтчера и выиграв турнир. В марте Дитер принял участие в турнире «16 карат золота», победив в полуфинале Зака Сейбра-младшего и выйдя в финал, где проиграл Томми Энду. В октябре, после небольшого перерыва, «Горячие и острые» снова объединились в команду и приняли участие в «Мировом турнире команд» 2015 года, дойдя до полуфинала, где проиграли reDRagon (Кайл О’Райли и Бобби Фиш). В марте 2016 года Дитер вновь принял участие в турнире «16 карат золота», победив в полуфинале Дрю Галлоуэя и выйдя в финал, где проиграл Заку Сейбру-младшему, которого он победил в финале на турнире предыдущего года. 2 сентября Дитер и Да Мак встретились друг с другом, и Да Мак одержал победу, сохранив за собой титул шотган-чемпиона wXw. В конце 2016 года Дитер присоединился к команде Ringkampf и 10 декабря победил Марти Скёрлла, завоевав титул объединённого чемпиона мира чемпиона wXw. Дитер удерживал этот титул до марта 2017 года, когда его победил Юрн Симмонс. В апреле Дитер объявил о своем уходе из wXw, чтобы продолжить карьеру за пределами Германии. 30 апреля wXw провела прощальное шоу для Дитера под названием «Мат — священен: прощание с Акселем Диттером-младшим». В своем последнем матче он в паре со своим товарищем по команде Ringkampf Вальтером победил Да Мака и Юрна Симмонса.
30 октября 2018 года было подтверждено, что Бартель под именем Акселя Дитера-младшего вернется в wXw в рамках юбилейного шоу, посвященного 18-летию организации, которое состоится 22 декабря.

## Титулы и достижения
- Catch Wrestling Norddeutschland
  - Командный турнир (2009) — с Да Маком[15]
- European Wrestling Promotion
  - Командный чемпион EWP (1 раз) — с Да Маком
- Great Bear Promotions
  - Большой чемпион Great Bear (1 раз)
- German Stampede Wrestling
  - Командный чемпион GSW (1 раз) — с Да Маком
- Nordic Championship Wrestling
  - Чемпион First Fighter NFC (1 раз)
  - Международный чемпион NCW в полутяжёлом весе (1 раз)
  - Турнир First Fighter (2010)
- Pro Wrestling Fighters
  - Северо-Европейский чемпион PWF (1 раз)
- Pro Wrestling Illustrated
  - № 240 в топ 500 рестлеров в рейтинге PWI 500 в 2020
- Westside Xtreme Wrestling
  - Объединённый чемпион мира по рестлингу wXw (1 раз)
  - Командный чемпион мира wXw (2 раза) — с Да Маком
  - Кубок Центральной Германии (2014)
  - Кубок четырёх наций (2015)
- WWE
  - Командный чемпион NXT (2 раза) — с Фабианом Айхнером[16]